# Heteroserolis mgrayi
Heteroserolis mgrayi är en kräftdjursart som först beskrevs av Menzies och Dirk Frankenberg 1966.  Heteroserolis mgrayi ingår i släktet Heteroserolis och familjen Serolidae.
Artens utbredningsområde är Mexikanska golfen. Inga underarter finns listade i Catalogue of Life.